# 広島県道433号穴笠三次線
広島県道433号穴笠三次線（ひろしまけんどう433ごう あながさみよしせん）は、広島県三次市を通る予定の一般県道である。

## 概要
三次市西河内町から三次市十日市東5丁目に至る。現状では、三好市三次町から終点までの区間が区域決定されている。
経路は「備北地域発展プラン」（2002年（平成14年）広島県備北地域事務所（三次市）刊）による。
本路線の起点とされる三次市穴笠町は江の川支流の西城川左岸にある地域であるが、全く県道は通っていない。西城川右岸を通る広島県道186号新市三次線が改良で西城川左岸に経路を変更することも考えられるが、現状ではなぜ「西河内三次線」ではなく「穴笠三次線」としたのかははっきりしない。
開通後長らく区域決定区間がなく、広島県が毎年発表している国県道一覧表には2014年度版まで全線区域決定未了として表記されていたが、2015年度版には939 mが実延長として表記され、一部区域決定未了という表記になった。区域決定日について具体的なアナウンスはないが、三次市三次町 - 十日市東5丁目（広島県道434号和知三次線 - 上原（かんばら）交差点間）に整備されていた市道上原願万地線（上下2車線）の街路工事が2014年（平成26年）11月4日に終了したことを契機に区域決定がなされたものと思われる。区間については、「備北地域発展プラン」には終点が上原北交差点とされていたが、2018年1月に作成された三次市管内図には上原北 - 上原間も含めて県道433号として描かれていることと、区域決定区間の距離をもとに上原交差点を終点とした。
本路線は広島県道186号新市三次線や広島県道435号木呂田本郷線と併せて三次市中心部と三次市君田地区を結ぶ道路として企図されたものと思われるが、広島県道39号三次高野線の改良が完了していることを考えると着手は当分先のことになるものと思われる。また、仮に三次市中心部と穴笠町を結ぶルートとして捉えても、三次町あるいは畠敷町から穴笠町を直接的に結ぶ場合、なんらかの形で比叡尾山城に続く尾根を越す必要がある。一方で穴笠町方面へは、県道とは別に、尾根の東側の四拾貫町・後山町の谷筋を通る三次市道の四拾貫後山線につながる三次市道穴笠畠敷線の一部などを1.5車線幅程度に整備・改良する事業が行われている。
なお、三次市は2007年（平成19年）10月26日に当路線を含む三次市内で完結する県道路線20路線の管理権限を広島県から移譲されたため、現状の制度が継続する限り、県道編入したとしても、三次市が管理することとなる。

### 路線データ
- 起点：三次市西河内町（広島県道186号新市三次線交点）
- 終点：三次市十日市東5丁目（上原（かんばら）交差点、国道183号・国道375号交点）
- 総延長：938.7 m[注釈 1]
- 実延長：未定

## 歴史
- 1996年（平成8年）4月25日 - 広島県告示第469号により認定される。

## 路線状況

### 重複区間
- 広島県道434号和知三次線予定（三次市畠敷町 - 三次市三次町・願万地交差点）

### 道路施設

#### 橋梁
- 願橋（馬洗川、三次市）

## 地理

### 通過する自治体
- 三次市

### 交差する道路
| 交差する道路                               | 交差する場所  | 交差する場所                  |
| ------------------------------------------ | ------------- | ----------------------------- |
| 広島県道186号新市三次線未供用              | 西河内町      | 起点                          |
| 広島県道434号和知三次線未供用 重複区間起点 | 畠敷町        |                               |
| 三次町以北は区域未定                       |               |                               |
| 広島県道434号和知三次線未供用 重複区間終点 | 三次町        |                               |
| 国道183号 国道184号 重複 国道375号         | 十日市東5丁目 | 上原（かんばら）交差点 / 終点 |

### 沿線
- ふれあいセンターみよし
- 馬洗川 - 江の川支流の一つ。
- 船佐・山内逆断層帯